# Oldsmobile Firenza
Oldsmobile Firenza – samochód osobowy klasy kompaktowej produkowany pod amerykańską marką Oldsmobile w latach 1981 – 1988. 

## Historia i opis modelu

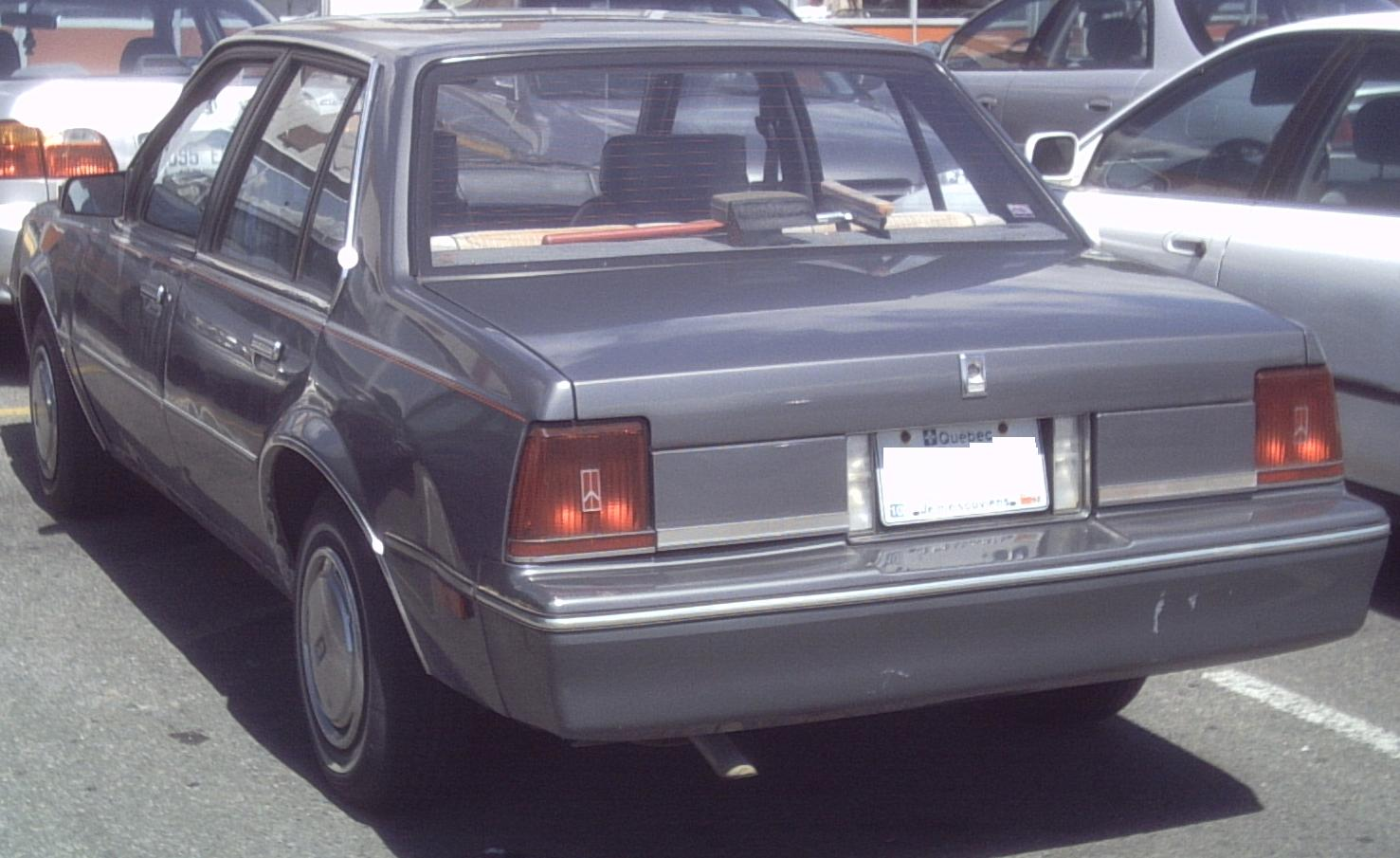
Oldsmobile Firenza - tył

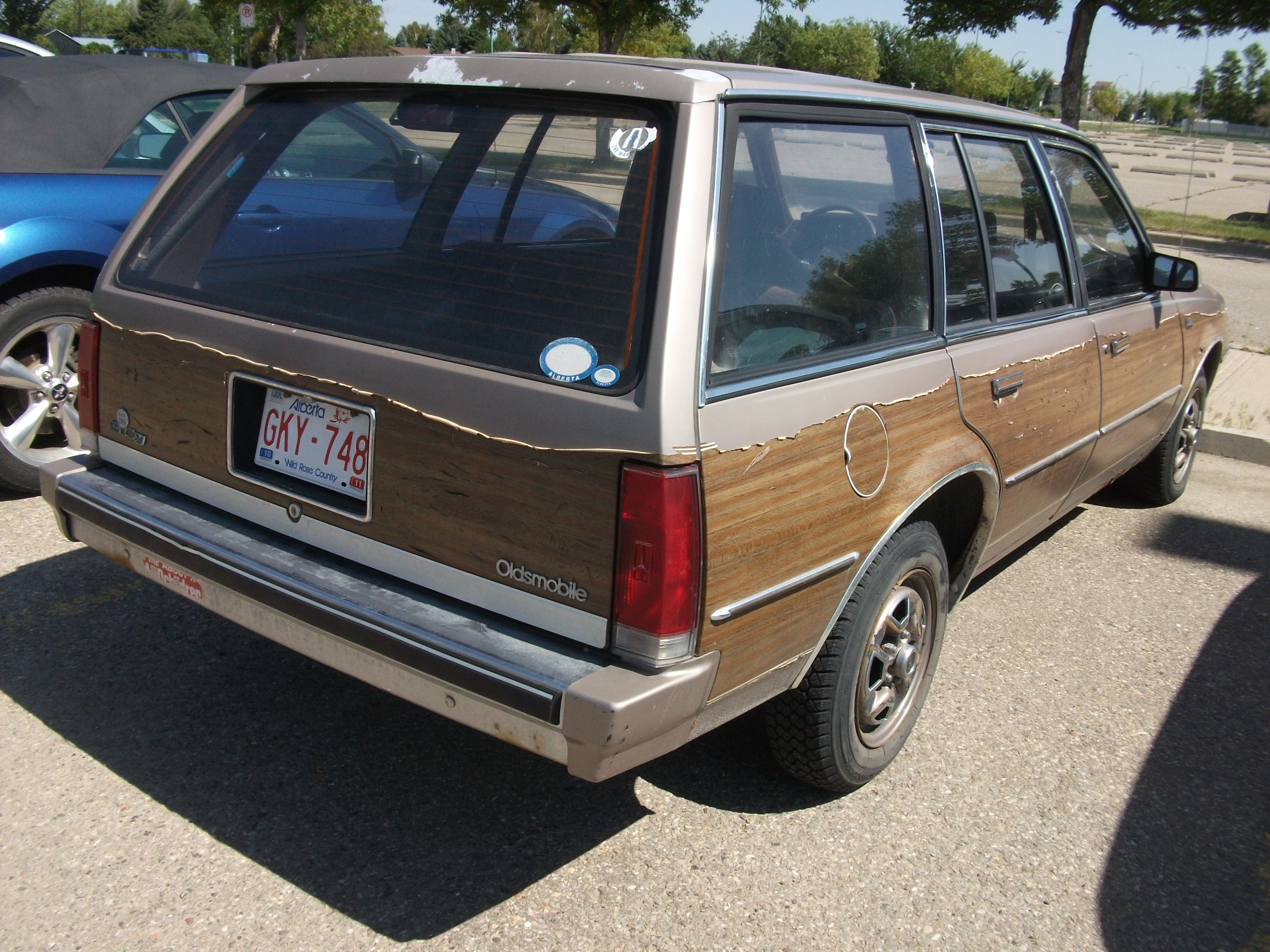
Oldsmobile Firenza Kombi

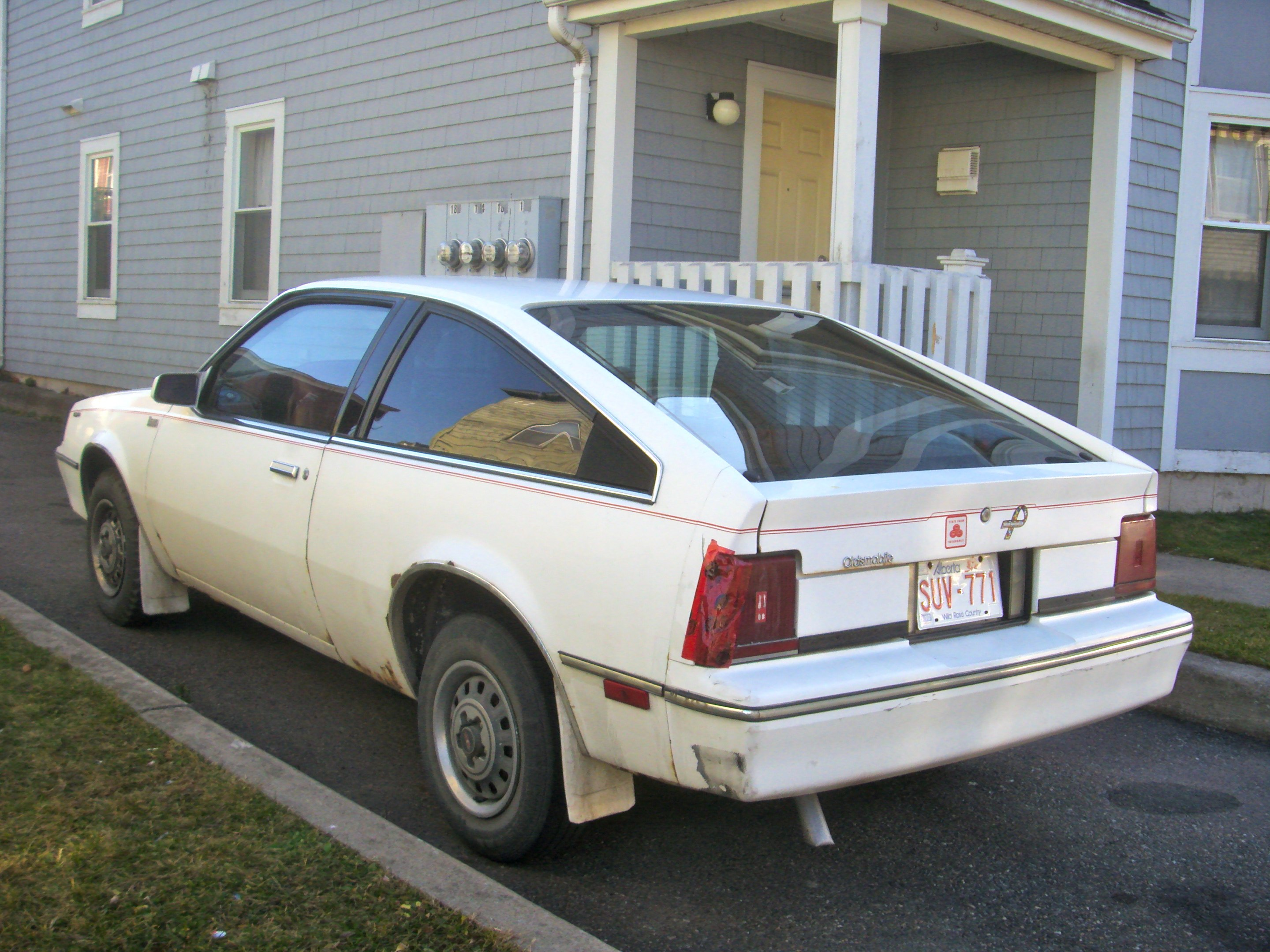
Oldsmobile Firenza Fastback

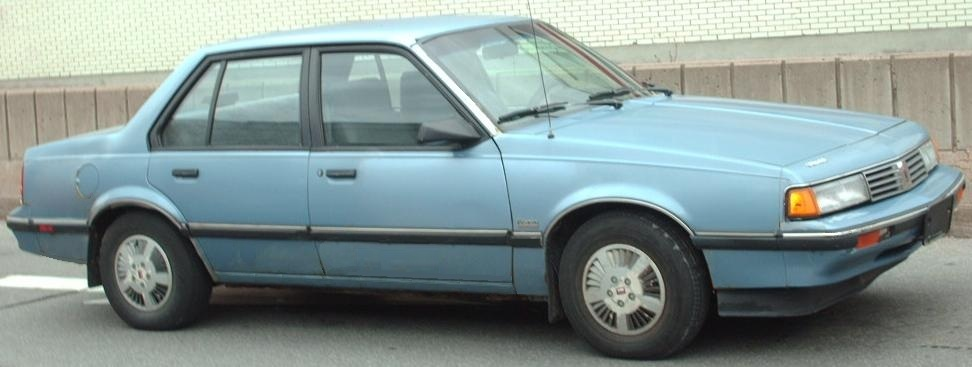
Oldsmobile Firenza po liftingu

W 1981 roku General Motors przedstawiło rodzinę 5 kompaktowych bliźniaczych modeli, które w zależności od pozycjonowania odróżniały się wyposażeniem i stylistyką. Model Oldsmobile pozycjonowany był jako tańsza, ale wciąż luksusowa alternatywa dla najdroższego z rodziny Cadillaka Cimarrona.
W przeciwieństwie do jego, oferta nadwoziowa była też szersza – poza 4-drzwiowym sedanem, obejmowała także kombi, coupe i fastbacka. 

### Lifting
W 1988 roku, podobnie jak pozostałe bliźniacze modele z wyjątkiem wycofanego Cadillaka Cimarrona, Oldsmobile Firenza przeszło gruntowną modernizację. Zmieniono wygląd pasa przedniego, gdzie pojawiły się węższe reflektory, a także mniejsza atrapa chłodnicy i inne tylne lampy. Pomimo przeprowadzonej modernizacji, jeszcze w tym samym roku Firenzę wycofano z powodu niskiej sprzedaży.

### Silniki
- L4 1.8l OHV
- L4 1.8l SOHC
- L4 2.0l OHV
- L4 2.0l SOHC
- V6 2.8l LB6

### Dane techniczne (R4 2.0)
- R4 2,0 l (1986 cm³), 2 zawory na cylinder, OHV
- Układ zasilania: wtrysk EFi
- Średnica × skok tłoka: 88,90 mm × 80,00 mm
- Stopień sprężania: 9,3:1
- Moc maksymalna: 89 KM (65,6 kW) przy 4800 obr./min
- Maksymalny moment obrotowy: 149 N•m przy 2400 obr./min

### Dane techniczne (V6 2.8)
- V6 2,8 l (2829 cm³), 2 zawory na cylinder, OHV
- Układ zasilania: wtrysk EFi
- Średnica × skok tłoka: 88,90 mm × 75,95 mm
- Stopień sprężania: 8,9:1
- Moc maksymalna: 127 KM (93,2 kW) przy 4800 obr./min
- Maksymalny moment obrotowy: 210 N•m przy 3600 obr./min